# Hiromi Ikedaová
Hiromi Ikedaová (japonsky 池田 浩美, * 22. prosince 1975 Saitama) je bývalá japonská fotbalistka.

## Reprezentační kariéra
Za japonskou reprezentaci v letech 1997 až 2008 odehrála 119 reprezentačních utkání. Byla členkou japonské reprezentace i na Mistrovství světa ve fotbale žen 1999, 2003, 2007, Letních olympijských hrách 2004 a 2008.

## Statistiky
| Japonsko | Japonsko | Japonsko |
| Roky     | Záp.     | Góly     |
| -------- | -------- | -------- |
| 1997     | 6        | 0        |
| 1998     | 9        | 0        |
| 1999     | 8        | 0        |
| 2000     | 5        | 0        |
| 2001     | 10       | 3        |
| 2002     | 6        | 0        |
| 2003     | 11       | 1        |
| 2004     | 10       | 0        |
| 2005     | 9        | 0        |
| 2006     | 17       | 0        |
| 2007     | 16       | 0        |
| 2008     | 12       | 0        |
| Celkem   | 119      | 4        |

## Úspěchy

### Reprezentační
- Mistrovství Asie:  2001;  1997, 2008